# Hanzély József
Hanzély József (Mezőberény, 1930. augusztus 1. – Budapest, 2024. január 18.) magyar vegyészmérnök, feltaláló.

## Életútja
Gyermekkorát Mezőberényben és Békéscsabán töltötte. Nehéz körülmények között nevelkedett, de szülei mindent megtettek taníttatásáért. Már gyermekkorában megismerte egyik legjobb barátját Szabó Benjámint, aki a Paksi atomerőmű első vezérigazgatója és a beruházás kormánybiztosa volt. Azóta is az atomenergia jó célú felhasználásával kapcsolatos előadásokat tart. Békéscsabán érettségizett 1948-ban a Békécsabai Evangélikus Gimnáziumban.
Gimnázium után a Budapesti Eötvös Lóránd Tudományegyetemre nyert felvételt Kémia-Fizika szakra.
A következő  évben egyetemi tanulmányait egy újabb sikeres felvételi után a Szegedi Tudományegyetem Természettudományi karán folytatta, ahol kíváló tanárai, mint például Kalmár László matematika professzor, Fodor Gábor szerveskémia professzor, Koch Sándor ásványtan professzor, Kiss Árpád szervetlen-kémia professzor fejlesztették tudását. 1953-ban Szerves kémia szakon vegyészmérnöki diplomát szerzett.
Egyetemi évei alatt együtt lakott albérletben a későbbi Dr. Ötvös László professzorral, aki kémiai doktorátust szerzett és találmányaiért állami Széchenyi-díjjal ismerték el. Szobatársa volt még id. Bubik István kémiai tudományok professzora az MTA Központi Kémiai Kutatóintézet munkatársa.(Bubik István színész édesapja). Évfolyam társai voltak: Tüdős Ferenc, Márta Ferenc és Kelen Tibor.

## Munkássága
Pályája kezdetén, fiatal mérnökként Budapestre került, ahol  Óbudán, a Goldberger Textilművekben üzemvezető mérnökként  kezdett el dolgozni. 1963-ban a gyárat összevonták több textilgyárral, megalapítva a Budaprint Pamutnyomóipari Vállalatcsoportot, ahol a szakmai ranglétrán apránként előrelépve előbb technológus majd főtechnológus mérnökként tevékenykedett. Munkája magában foglalta mind az óbudai, mind a kelenföldi Goldberger gyáregység mérnöki feladatainak ellátását, elsőorban a megfelelő textilfestékek kiválasztását, gyártásba állítását.  Munkáját elismerve később kinevezték ezen gyárak főmérnökévé.
Mivel jól beszélt angolul és németül, tevékenyen részt vett a Budaprint PNYV külföldi partneri kapcsolataiban (német, svájci, angol, olasz, görög, orosz), és a festékbeszállítók kiválasztásában, auditálásában.
1982-ben kinevezték a PNYV vállalatcsoport Textil Mintagyártó Gyárának igazgató-főmérnökévé amely poziciót három évig töltötte be.  A Hungarotex Külkereskedelmi Vállalatot segítve sokszor tárgyalt a külkereskedelmi  üzletkötők által felkutatott leendő üzleti partnerekkel az export lehetőségekről, velük együtt  átnézve  és kiválasztva a megfelelő kollekciót.
1985 végén a Könnyűipari Minisztérium döntése alapján a Pamutnyomóipari Vállalat átszervezésével megszüntették a Textil Mintagyártó gyáregységet. Visszahívták a Goldberger Textilművekbe mivel a Pamutnyomóipari Vállalat óbudai gyárának szüksége volt magas szakmai tudására és tapasztalatára, nyelvtudására, jó kommunikációs képességére.

## Kutatásai, szabadalmai
Már ezt megelőzően is részt vett kutatásokban textilfestékek terén, tanulmányokat folytatott nyomófestékek felhasználásával kapcsolatban, vizsgálva tapadásukat, fedő tulajdonságukat, fényállóságukat, izzadással szembeni tartósságukat, mosásállóságukat (szakszóval vizsgálva a valódisági értékeiket) különböző alapanyagú textiliákon.
Sokat dolgozott fejlesztéseken. 1981-ben egyik találmánya a Budacolor Festékgyárral együtt egy „Különböző diszperzitásfokú pigmenteket tartalmazó nyomófesték kifejlesztése és gyártási eljárásának” leírása volt. E fejlesztés célja olyan nyomófesték előállítása volt, amely textilipari és nyomdaipari célokra egyaránt felhasználható, mind szívóképes, mind pórusos nyomathordozón felületjavító hatás elérését teszi lehetővé , javítva ezzel a nyomat minőségét bármilyen felületen.  A korábban használt festékek (melyeknél a nyomat minőségét elsősorban a nyomathordozó fehérsége, simasága határozta meg) nem rendelkeztek felületjavító hatással. Ezt a találmányt 14 országban szabadalmaztatták.
Együttműködve a KELTEX főtechnológusával és a BME adjunktusával kifejlesztett egy újszerű, úgynevezett maratott szövet élőállítását amihez gyártástechnikai bravúrokra is szükség volt. Ez az anyag "Budavore" márkanéven debütált a Budapesti Nemzetközi Vásáron, ahol a Kiváló Áruk Fóruma díját is elnyerte.
1984-ben az Ipari Minisztérium Formatervezési Nívódíját nyerte el az „Együtt tervezett harmónikus lakástextil kollekció” megnevezésű munkájáért  egy textiltervező munkatársnőjével együtt.
Ezt az ötletét továbbgondolva együttműködött a Taurus Pálma gumigyárral különböző, mintájában harmonizáló kempingező szettek gyártásában. A szettben szereplő  felfújható gumimatracok, kempingágyak, strandszékek ugyanolyan mintával kerültek a piacra.  A leginkább közkedvelt textil-mintasorozat Dargay Attila rajzfilmfiguráival készült.
Kifejlesztett  egy gyöngyházfényű festéket textilnyomásra  ami elnyerte abban az évben a BNV Budapesti Nemzetközi Vásár nagydíját is.
Részt vett egy - a hadsereg számára készített - fedő-álcázó nyomófesték kifejlesztésében is, amit  a kötőanyagával együtt fel lehetett használni textil nyomásra és fedésre, elsősorban légi felderítés ellen.

## Családja
A Goldberger Textilgyárban ismerte meg feleségét, Hazafi Lenkét. Két fiúgyermeket neveltek fel és indítottak útnak. Mindkettőjük mérnök lett (vízépítő mérnök és nyomdaipari mérnök), magukban hordozva az szüleiktől tanult elhivatottságot és tisztességet és a munkájukhoz és családjukhoz való őszinte hozzáállás szemléletét amit még az édesapjuk az egyetemi évek alatt neves professzoraitól látott.
1986-ban súlyos betegségen esett át amiből felépülve a vállalat szakértői, szaktanácsadói munkakörét látta el nyugdíjba vonulásáig.
2013-ban fiai segítségéével még személyesen részt tudott venni a gyémántdiploma-osztó ünnepségen Szegeden.
2023-ban örömmel vette kézbe rubinoklevelét amit a Szegedi Tudományegyetem küldött el neki.